# کلیفتن، کوئینزلند
کلیفتُن (به انگلیسی: Clifton) یک شهرک در استرالیا است که در کوئینزلند واقع شده‌است.